# Marshall Law
Marshall Law är ett hårdrocksband från Birmingham. Gruppen bildades 1987 av Andy Pyke och Dave Martin. Bandet spelade in demos och sålde över 5000 exemplar på livespelningar i Storbritannien och runt om i världen. 1989/90 spelade Marshall Law in och släppte sitt självbetitlade debutalbum på Heavy Metal Records i Europa, distribuerat av BMG. Detta fick bra kritik i hela världen. Turnéer i Europa följde och så gjorde deras andra album, Powergame, som sålde 33.000 exemplar de första veckorna och nådde nummer 6 på den japanska albumlistan. Law in the Raw släpptes 1997 genom Neat Metal. Metal Detector släpptes 1998 följt av det klassiska Warning from History under 1999.
Marshall Law  dök upp igen under 2007 och släppte ett nytt album Razorhead den 3 november 2008. Gruppen upplöstes slutligen i juni 2010.

## Medlemmar
Senaste medlemmar
- Dave Martin – sång, gitarr (1987–2010)
- Dave  Rothan – gitarr (2006–2010)
- Declan "Paddy" Parry – basgitarr (2009–2010)

Tidigare medlemmar
- Nigel – basgitarr (1987–1988)
- Alan Kelly – trummor (1987–1988)
- Darren Horton – gitarr (1987–1988)
- Andy Pyke – sång (1987–1992, 1995–2010)
- Malcolm Gould – basgitarr (1988–1989)
- Mick Donovan – trummor (1988–1990)
- Andy Southwell – gitarr (1988–1992, 1997–2006)
- Roger Davis – basgitarr (1989–1994)
- Lee Morris – trummor (1989–1992, 1995)
- Chris Green – trummor (1996)
- Andy Faulkner – basgitarr, sång (1999–2000)
- Paul Brookes – trummor (1999)
- Tom Dwyer – basgitarr (2005–2009)
- Jack Frost – gitarr (2006)
- Peter Hunt – trummor, gitarr, sång (2006)
- Steve Hauxwell – trummor (2007–2010)

## Diskografi
Studioalbum
- Marshall Law (1989)
- Power Game (1993)
- Metal Detector (1997)
- Warning From History (1999)
- Razorhead (2008)

Livealbum
- Law in the Raw (1996)

EP
- Demo '89 (1989)
- Power Crazy (1991)

Samlingsalbum
- Power Crazy: The Best of Marshall Law (2002)